# 트리파르마속
트리파르마속(Triparma)은 부등편모조류에 속하는 단세포 극미소생물 속의 하나이다. 최근(1999년)에 발견되었다. 발생학적으로 규조류와 밀접한 관계에 있지만, 형태학적으로는 규조류의 특징인 규산질 세포벽이 없다.
트리파르마속 세포는 2개의 편모, 껍질띠 라멜라를 가진 엽록체를 가지고 있으며, 안점은 존재하지 않는다. 볼리도조류 엽록체에 존재하는 광합성 색소는 엽록소 a, c1, c2, c3, 갈조소, 디아토크산틴, 디아디노크산틴이다. 종 Triparma mediterranea를 포함하고 있다.

## 하위 종
- Triparma columacea
- Triparma eleuthera
- Triparma laevis
- Triparma mediterranea
- Triparma pacifica
- Triparma retinervis
- Triparma strigata
- Triparma verrucosa